# Lupus

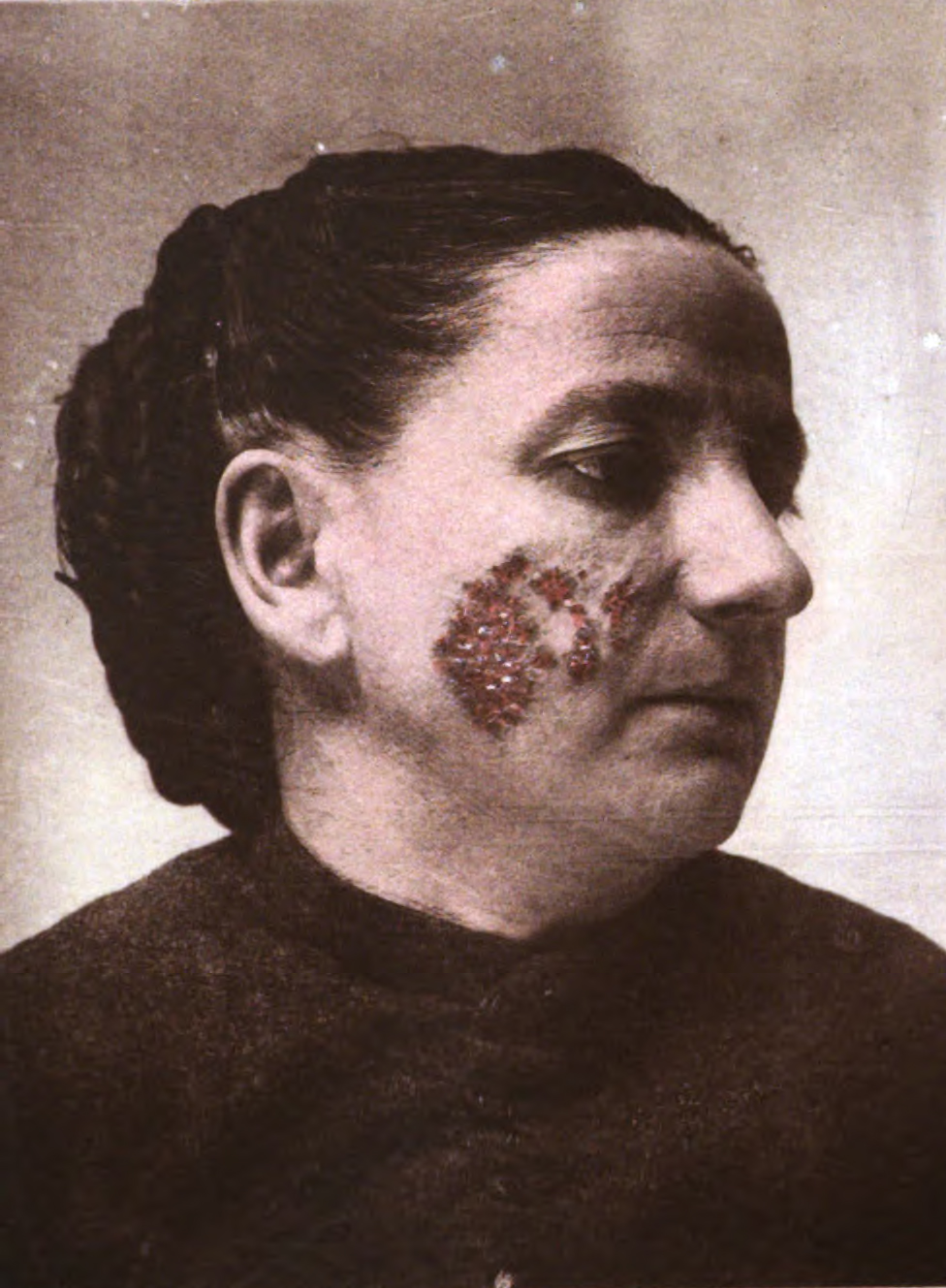
Lupus vulgaris

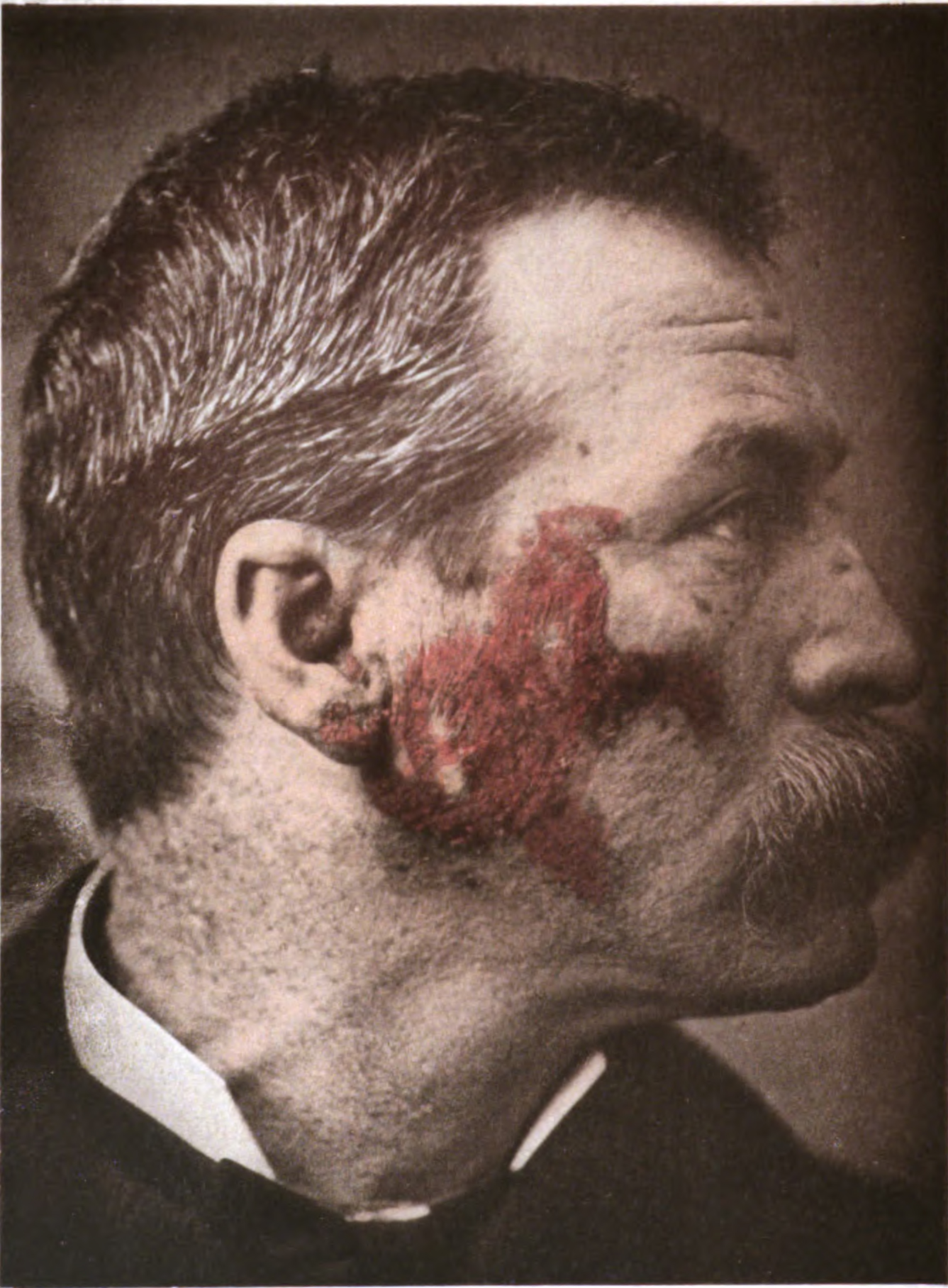
Lupus eritematos cutanat

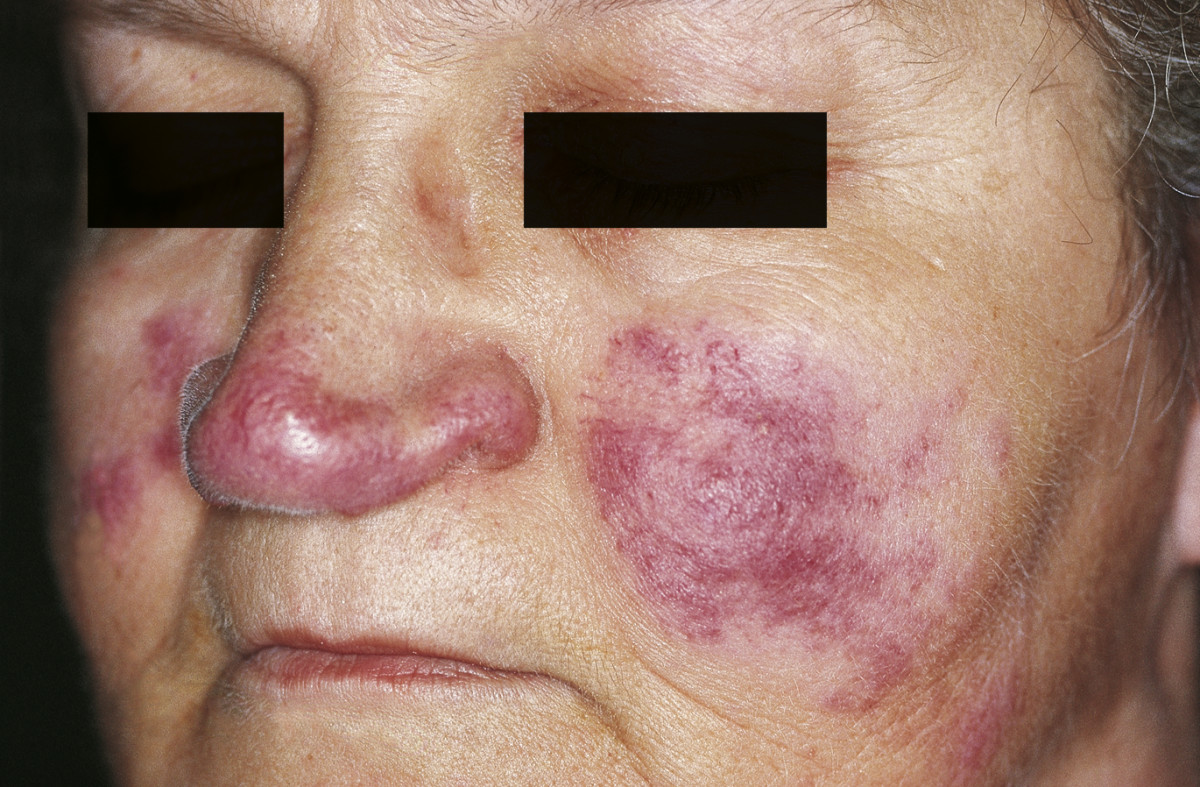
Lupus pernio

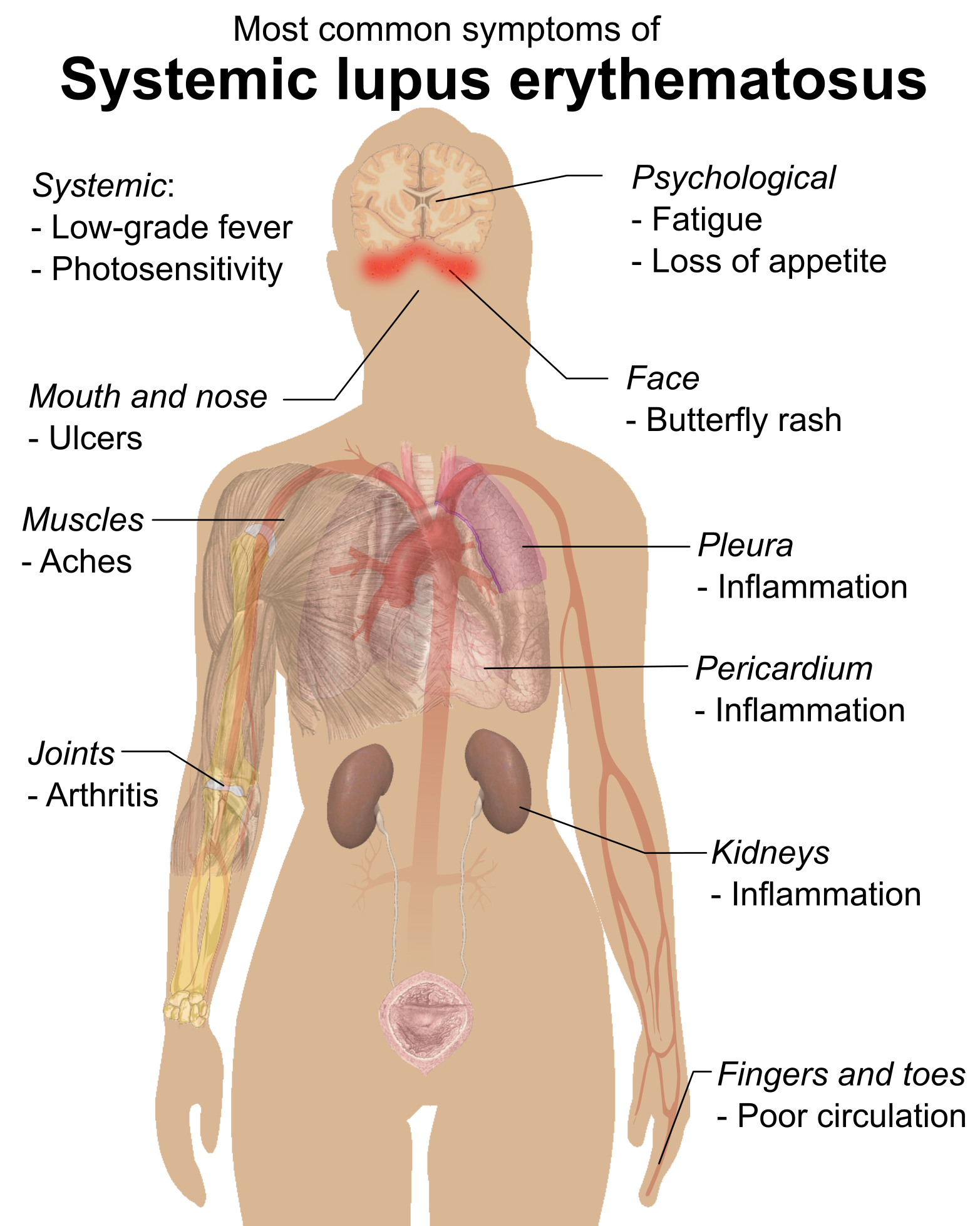
Simptome ale Lupusului eritematos sistemic

Lupus reprezintă un termen folosit cândva pentru o varietate de afecțiuni cronice ale pielii, caracterizate de leziuni ulcerative care se răspândesc pe corp. Ca termen cu astfel de semnificație nu mai este actual în uz științific. Termenul provine din latina medievală, referirea la lup, având legătură cu rapiditatea cu care leziunea se extinde dincolo de partea inițial afectată, la fel cum lupul își mănâncă repede prada.

## Utilizare actuală
În utilizarea curentă cuvântul se folosește:
- cu semnificația generală de Lupus vulgar - formă severă de tuberculoză a pielii care cel mai ades afectează fața, cu formare de aglomerări roșii-maronii de noduli în derm cu progresie periferică și atrofie centrală, ce cauzează ulcerații si cicatrici și distrugerea cartilajului la nivelul locațiilor implicate.
- În expresii cum ar fi

- Lupus eritematos - Grup de afecțiuni cronice autoimune ale țesutului conjunctiv:

- Lupus eritematos cutanat: una dintre cele două forme principale de lupus eritematos, în care pielea poate fi singurul sau primul organ sau sistem implicat:

- Acesta poate fi:

- cronic - Lupus eritematos discoid - sub formă de papule (def.) sau placarde(def.) roșii acoperite cu solzi aderenți care lasă cicatrici. Leziunile pot forma la nivelul feței un model de fluture peste proeminența nasului și obraji, sau pot implica alte zone.
- subacut (în afectarea de tip sistemic)
- acut (caracterizat printr-o eruptie acută eritematoasă și edematoasă)

- Lupus eritematos profund - o formă de lupus eritematos cutanat în care apar noduli adânci sau subcutanați; pielea de deasupra poate fi eritematoasă atrofică sau ulcerată, iar vindecarea poate lasa o cicatrice deprimată.
- Lupus eritematos tumidus - o variantă de Lupus eritematos discoid sau sistemic, în care leziunile sunt reprezentate de plăci roșii violet sau maro.
- Lupus miliaris disseminatus faciei - o formă caracterizată de noduli faciali multipli superficiali, discreți, aflați în special pe pleoape, buza superioară, bărbie și narine.

- Lupus eritematos sistemic: o afecțiune cronică autoimună generalizată a țesutului conjunctiv, variind de la ușoară până la foarte severă, caracterizată de erupții cutanate, afectare articulară inflamatorie, afectare hematologică (leucopenie, anemie, etc.), leziuni viscerale, manifestări neurologice, limfadenopatie, febră, și alte simptome constituționale. De obicei, există multiple anomalii imunologice, boala fiind prototipul tulburărilor autoimune și este asociată cu un risc crescut de disecție a arterei cervicale.

- Lupus indus medicamentos - un sindrom foarte asemănător cu Lupusul eritematos sistemic, precipitat prin utilizarea prelungită a anumitor medicamente.
- Lupus hipertrofic

- Varitate de manifestare a tuberculozei cutanate în care leziunile constau dintr-o creștere verucoasă (def.) de multe ori cu cruste uscate sau ușor umede, de obicei apărute pe zonele umede din apropierea orificiilor corpului.
- O formă de Lupus eritematos discoid caracterizată prin leziuni hiperkeratozice verucoase.

- Lupus neonatal - o afecțiune tranzitorie la un nou născut dintr-o mamă cu Lupus eritematos sistemic, ce este caracterizată de erupții asemănătoare cu Lupusul eritematos discoid și asociază uneori anomalii sistemice (cum ar fi bloc cardiac sau hepatosplenomegalie); este de obicei benignă și auto-limitată.
- Lupus pernio:

- Manifestare cutanată în Sarcoidoză ce constă din plăci netede lucioase violacee pe urechi, frunte, nas, frecvent asociate cu chisturi osoase.
- O varietate de afectare cutanată datorată afectării microvasculare la temperaturi scăzute: leziunile inițial seamănă cu degerăturile, dar în cele din urmă își asumă forma de Lupus eritematos discoid.